# Río Kemi
El río Kemi o también Kemijoki  (en finés: Kemijoki, en sueco: Kemi älv, en sami septentrional: Giemajohka), con sus 550 km de longitud, es el río más largo de Finlandia. Discurre a través de las ciudades de Kemijärvi y Rovaniemi antes de llegar a la ciudad de Kemi, lugar de desembocadura en la bahía de Botnia, la parte más al norte del golfo de Botnia. Drena un gran cuenca de 51.127 km², que incluye la mayor parte de la Laponia finlandesa y una parte más pequeña de territorio ruso y noruego. El caudal medio en la desembocadura es de 556 m³/s.

## Geografía
El río Kemi nace por encima de Kemihaara, de la confluencia de tres fuentes, los ríos Naltiohaara, Keskihaara y Kemihaara, en el municipio de Savukoski, en el este de Laponia. Desde allí fluye en dirección suroeste a través del paisaje de Laponia y recoge varios afluentes. En Savukoski acoge al Tenniöjoki (125 km); en Pelkosenniemi, recibe al Vuotos y al Kitinen (278 km), quien poco antes se había unido con el Luiro (227 km). En el municipio de Kemijärvi el río fluye a través del lago Kemijärvi (de 285 km²). En la confluencia del Kemi y su principal afluente, el Ounasjoki (299,6 km), está la capital de la región de Laponia finlandesa, Rovaniemi. En la ciudad portuaria de Kemi  el río desagua en la bahía de Botnia, la parte más al norte del golfo de Botnia. El río, sobre todo en su curso inferior, es muy amplio.

## Aprovechamiento hidroeléctrico
La primera central hidroeléctrica en el Kemi fue construida en 1946, en Isohaara. Hasta ahora, se han construido un total de 15 plantas hidroeléctricas. Todas las plantas son propiedad de Kemijoki Oy y Pohjolan Voima Oy. En 2003, las plantas produjeron un total de 4,3 TWh, que fue aproximadamente el 34,5% del total de la producción hidroeléctrica de Finlandia. Con el fin de regular la cantidad de agua para alimentar esas centrales hidroeléctricas se construyeron los grandes embalses de Lokka (en el río Luiro) y Porttipahta (en el río Kitinen), los dos mayores del país.